# Цейлон на летних Олимпийских играх 1960
Доминион Цейлон принимал участие в Летних Олимпийских играх 1960 года в Риме (Италия) в четвёртый раз за свою историю, но не завоевал ни одной медали.

## Результаты соревнований

### Бокс
Спортсменов — 2
| Спортсмен              | Категория | 1/16                                                      | 1/8                  | Четвертьфиналы       | Полуфиналы           | Финал                | Место |
| Спортсмен              | Категория | Соперник Результат                                        | Соперник Результат   | Соперник Результат   | Соперник Результат   | Соперник Результат   | Место |
| ---------------------- | --------- | --------------------------------------------------------- | -------------------- | -------------------- | -------------------- | -------------------- | ----- |
| Мохандас Лиянаге Сумит | До 57 кг  | Ежи Адамский (POL) Пор. 56:60, 55:60, 56:60, 57:60, 57:60 | Завершил выступление | Завершил выступление | Завершил выступление | Завершил выступление | 17    |
| Дхармасири Виракун     | До 67 кг  | Дес Дюгид (AUS) Пор. 56:60, 55:60, 57:59, 55:60, 55:60    | Завершил выступление | Завершил выступление | Завершил выступление | Завершил выступление | 17    |

### Велоспорт

#### Шоссейный велоспорт
Мужчины
| Соревнование    | Спортсмен        | Время | Место |
| --------------- | ---------------- | ----- | ----- |
| групповая гонка | Морис Кумаравель | DNF   | —     |

### Лёгкая атлетика
Мужчины
| Спортсмен           | Дисциплина | Финал     | Финал |
| Спортсмен           | Дисциплина | Результат | Место |
| ------------------- | ---------- | --------- | ----- |
| Линус Клиффорд Диас | марафон    | 2:32:12.0 | 39    |

### Плавание
Мужчины
| Спортсмен             | Дисциплина    | Первый раунд | Первый раунд | Полуфинал | Полуфинал | Финал     | Финал     |
| Спортсмен             | Дисциплина    | Результат    | Место        | Результат | Место     | Результат | Место     |
| --------------------- | ------------- | ------------ | ------------ | --------- | --------- | --------- | --------- |
| Тони Уильямс Малкольм | 200 м брассом | 2:59,8       | 39           | Не прошёл | Не прошёл | Не прошёл | Не прошёл |